# الحکم (روزنامه)
الحکم (انگلیسی: Al Hakam) یک روزنامۀ اسلامی به زبان انگلیسی است که توسط جماعت مسلمانان احمدیه هر هفته منتشر می‌شود.

## تاریخچه
الحکم، اولین روزنامه و تشکیلات جماعت مسلمانان احمدیه بود. این روزنامه برای اولین بار در سال ۱۸۹۷ توسط یکی از همراهان میرزا غلام احمد در قدیان منتشر شد. حضرت شیخ یعقوب علی عرفانی، یار و همراه میرزا غلام احمد که در امریتسار زندگی می‌کرد، همچون یک روزنامه‌نگار کاربلد و با تجربه به فعالیت مشغول بود.